# Péla (Guinée)
Ne doit pas être confondu avec Péla.
Péla est une ville et une sous-préfecture de Guinée, rattachée à la préfecture de Yomou et la région de Nzérékoré. 

## Population
En 2016, le nombre d'habitants est estimé à 16 978, à partir d'une extrapolation officielle du recensement de 2014 qui en avait dénombré 15 160 .

## Personnalités nées ou liées à Péla
- Paul Pogba, football franco-guinéen
- Florentin Pogba, footballeur international guinéen
- Mathias Pogba, footballeur international guinéen